# 賀茂地域教育振興センター
賀茂地域教育振興センター（かもちいききょういくしんこうセンター）は、静岡県賀茂地域6市町の教育委員会が県教委と共同で設けた施設である。静東教育事務所参事1名、賀茂地区5町指導主事3名、下田市指導主事1名、県幼児教育アドバイザー1名の計6名で構成されている。2017年（平成29年）4月3日、県下田総合庁舎内に開所した。
各学校を訪問し、教科指導、生徒指導等に関して賀茂地域の教育の質の維持・向上を図る取組を推進する組織。
県内初のモデル事業として県幼児教育アドバイザーを配置し、幼稚園・保育所・認定こども園を卒業する幼児が、スムーズに小学校生活に溶け込めるための調整役も務める。
伊豆半島南部に位置する賀茂地域は下田市、東伊豆町、河津町、南伊豆町、松崎町、西伊豆町の1市5町から構成される。2015年2月、静岡県は組織改編計画を発表し、賀茂地域を担当する賀茂地域政策局と賀茂危機管理局を統合して賀茂振興局を新設、この地域の一体的な振興策の推進を図る意向を示した。振興局が4月に開いた賀茂地域広域連携会議の初会合において、県は各分野で賀茂地域自治体間の連携を強化していく方向性を示し、各首長もおおむね同調した。センターは教育分野の連携の一環として設けられたものである。
賀茂地域の自治体のうち、5町には指導主事がおらず、県教委は2014年（平成26年）度から2016年（平成28年）度までの時限措置として、沼津市の静東教育事務所から各町に指導主事を派遣して対応していた。2017年2月に開催された賀茂地域広域連携会議の第12回会議において、賀茂地域教育振興方針が決定され、5町共同の指導主事を擁する賀茂地域教育振興センターの設置が方針に盛り込まれた。
賀茂地域教育振興センターの具体的な活動内容等は静岡県教育委員会広報誌「Eジャーナル189号・193号」で紹介されている。